# 卡內蒂峰

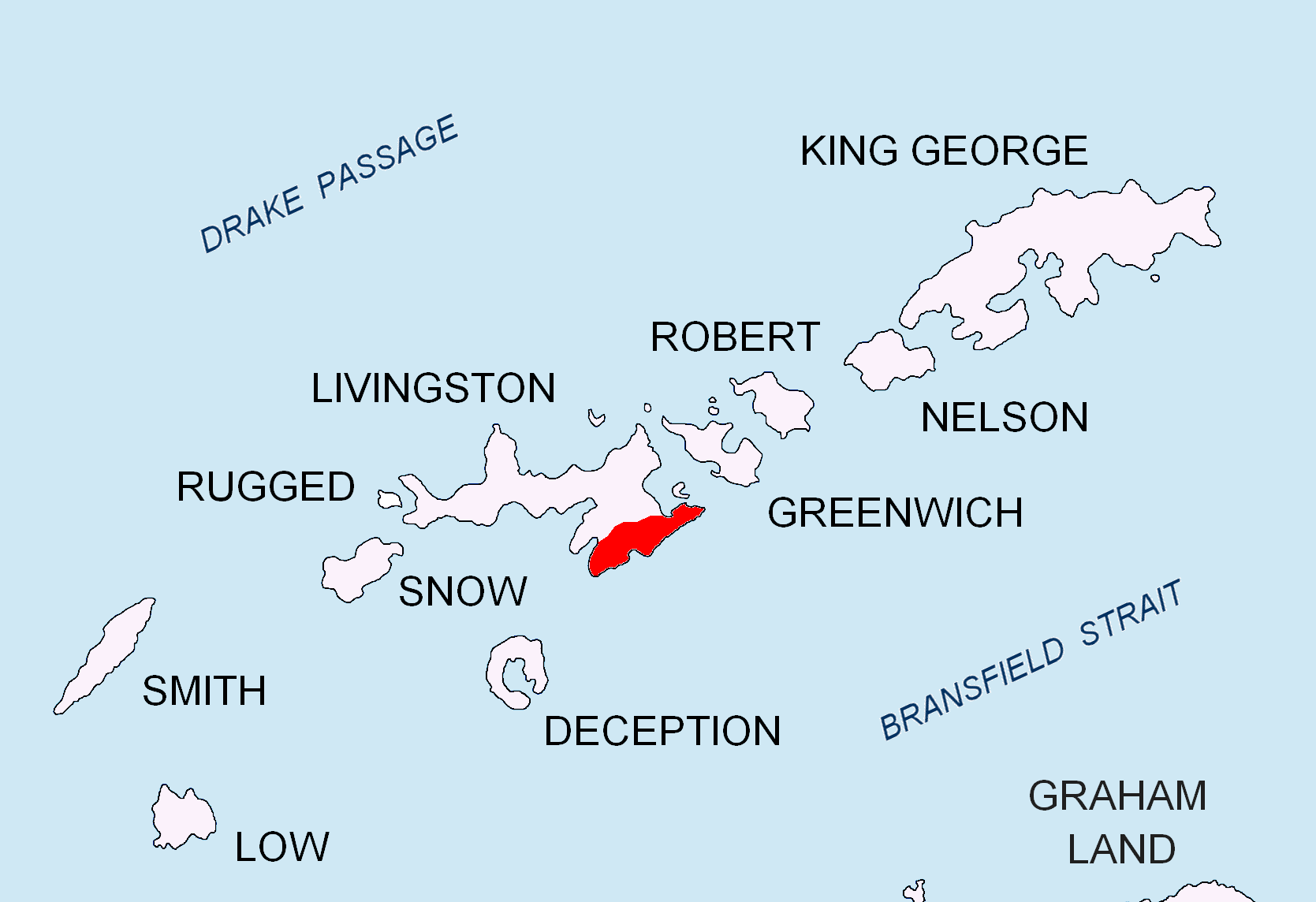

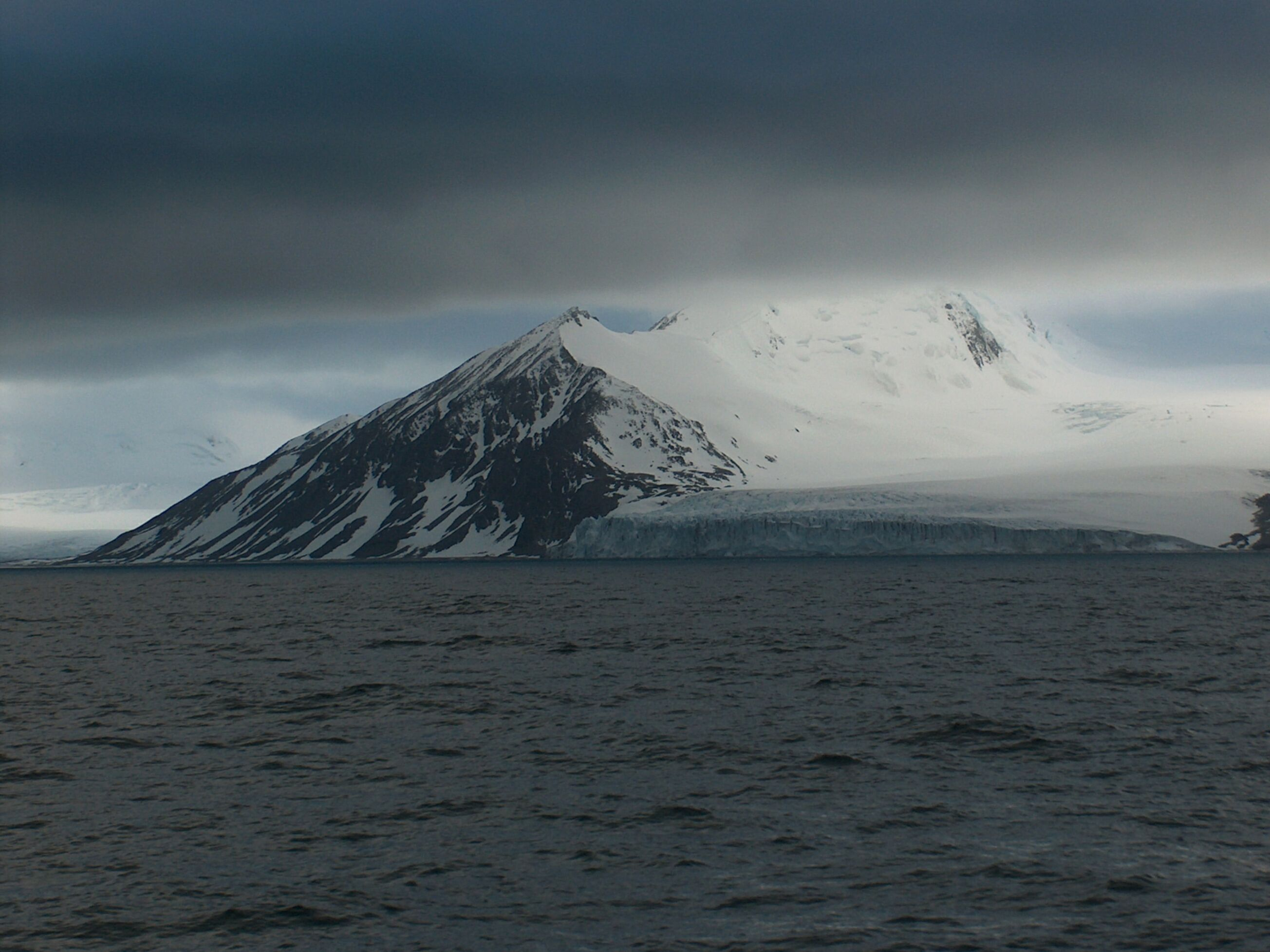

卡內蒂峰（英語：Canetti Peak）是南極洲的山峰，位於南設得蘭群島的利文斯頓島東部，屬於弗里斯蘭嶺的一部分，海拔高度400米，處於麥凱峰西南面1.06公里、韋萊卡嶺西北2.13公里和奧戈斯塔角東南面1.62公里。

## 外部連結
- SCAR Composite Gazetteer of Antarctica（页面存档备份，存于）

62°43′25.3″S 60°19′10″W / 62.723694°S 60.31944°W